# Ледено доба: Велики удар
Ледено доба: Велики удар (енгл. Ice Age: Collision Course) амерички је рачунарски-анимирани авантуристичко-хумористички филм из 2016. године, продукцијске куће Blue Sky Studios-а и дистрибутера 20th Century Fox-а. Наставак је филма Ледено доба 4: Померање континената и пети у филмској серији Ледено доба. Филм је режирао Мајкл Термајер. Своје гласовне улоге из првог филма понављају Реј Романо, Џон Легвизамо, Денис Лири, Кики Палмер, Џош Пек, Сајмон Пег, Шон Вилијам Скот, Ванда Сајкс, Џениер Лопез и Квин Латифа, а придружили су им се Адам Девајн, Џеси Тајлер Фергусон, Макс Гринфилд, Џеси Џеј и Ник Оферман. У филму, након што је Скрат избачен у свемир у напуштеном свемирском броду током покушаја да закопа свој жир и случајно пошаље џиновски астероид ка Земљи, Мени, крдо и Бак морају да крену у мисију за живот или смрт како би пронашли начин да се одбране.
Премијера филма била је на Филмском фестивалу у Сиднеју 19. јуна 2016, а објављен је у Србији 14. јула 2016. и у Сједињеним Америчким Државама 22. јула 2016. године. Добио је негативне критике  критичара и зарадио је 408,5 милиона долара широм света, наспрам продукцијског буџета од 105 милиона долара. Ледено доба: Велики удар је био последњи филм у серији Ледено доба који је продуцирао Blue Sky Studios пре његовог затварања 10. априла 2021. године. Спиноф филм, Ледено доба: Пустоловине Бака Вајлда, објављен је на Disney+-у 28. јануара 2022. године. Наставак, Ледено доба 6, изаћи ће 2026. године.

## Радња
Нешто после догађаја из четвртог филма, Мени и Ели се припремају за предстојећи брак између њихове ћерке Бресквице и њеног добродушног вереника Џулијана, али Мени није сигуран у вези са венчањем. Дијего и његова супруга Шира желе да заснују породицу, али њихов изглед плаши децу. Сид се спрема да запроси своју лажну девојку, Франсин, али га је она оставила након што јој је Сид претходно дао доње рубље од отровног бршљана, и он жали због своје самоће. Током Менијеве и Елине забаве поводом годишњице брака, астероиди (који је изазвао Скрат, који је раније био избачен у свемир у напуштеном свемирском броду током покушаја да закопа свој жир) ударају у то место и стадо је једва побегло. У међувремену, у подземном изгубљеном свету, Бак враћа јаје Chasmosaurus-а његовом правом власнику након што га је украо трио летећих дромеосауруса по имену Гевин, Герти и Роџер. Бак открива древни камени стуб и износи га на површину, где први пут после много година сусреће крдо.
Бак објашњава за крду да су, према стубу, астероиди су изазвала два изумирања „ствари које изгледају као потковица” и диносауруса у прошлости, а са следећим доласком, верује да је једино место где су могли да нађу траг да зауставе налази се на месту утицаја претходних; оближњи вулкан, како према његовим гравурама, увек падају на исто место. Међутим, дромеосауруси чују њихов разговор, а Гевин и Герти одлучују да их зауставе, верујући да би лако могли да избегну удар, не само да се освете Баку, већ и искорењују Земљину популацију и обезбеђују доминацију над планетом за своју врсту. Роџер се оклева, али Гевин и Герти га снажно привлаче да сарађује.
Док стадо путује до места несреће, откривају да астероиди имају електромагнетна својства. Бак теоретизира да би, ако би се прикупила огромна количина мањих астероида и лансирала у орбиту, они могли привући и главни астероид и зауставити га. Након што се суочио са неколико препрека и мешањем дромеосауруса, крдо стиже у „Геотопију”, заједницу бесмртних животиња формирану унутар једног од астероида који су давно пали, где Сид упознаје Брук, жену земаљску лењивку која се моментално заљубљује у њега.
Међутим, Шангри Лама, вођа Геотопије, одбија да сарађује са Баковим планом да искористи градске кристале како би зауставио астероид, јер су они кључ дуговечности становника. Сид ненамерно уништи цео град када покуша да уклони један од кристала који ће представити Брук, одмах их остарећи до њиховог стварног узраста и откривши њихов истински изглед, на велику љутњу Шангри Ламе.
Након што су убедили Геотопијце да је заустављање астероида важније од њихове изгубљене младости, они и крдо помажу у Баковом плану, а то је да напуне вулкан кристалима тако да их притисак лансира у свемир да одвуку астероид. Дромеосауруси покушавају да интервенишу, али убрзо откривају да неће моћи да преживе удар астероида и Бак их убеђује да помогну. План у почетку пропада, јер Баба открива мало цурење, која користи свој штап да га затвори. Вулкан тада снажно еруптира, шаљући крхотине магнетног кристала у небо и успешно преусмерава надолазећи астероид који се стрмоглаво пада назад у свемир.
Крдо се затим враћа кући, укључујући Сида, који се растаје од Брук, али одмах након што оду, мали кристални комадић пада у врело, дајући му подмлађујућа својства и чинећи да се Геотопијци и Баба, који су остали са њима, поврате њихову младост. Након што се крдо врати, Мени се помири са Џулијаном, Бресквица и Џулијан славе своје венчање, Дијего и Шира постају хероји деце која су их се раније плашила, а подмлађена Брук се појављује током церемоније да се поново уједини са Сидом, на његово велико задовољство.
У епилогу, Нил Дебак Ласица (животињска верзија Нила Деграса Тајсона) говори о планети Марс и како је служила животу попут Земље у својим ранијим годинама. Када Скрат пошаље НЛО на планету, све постаје црвено (постаје Марс какав данас познајемо). Скрат устаје и гледа неколико секунди, али стаје када примети мртву игуану, која се распршује у пепео када је куцне ногом. Филм се завршава тако што он трчи назад до свемирског брода и бежи на Земљу као да се ништа није догодило.

## Улоге
| Улога            | Изворни глас         | Српски глас                              |
| ---------------- | -------------------- | ---------------------------------------- |
| Мени             | Реј Романо           | Никола Ђуричко                           |
| Сид              | Џон Легвизамо        | Срђан Милетић                            |
| Дијего           | Денис Лири           | Воја Брајовић                            |
| Џулијан          | Адам Девајн          | Марко Јанкетић                           |
| Шангри Лама      | Џеси Тајлер Фергусон | Мирољуб Турајлија                        |
| Роџер            | Макс Гринфилд        | Н/Д                                      |
| Брук             | Џеси Џеј             | Марија Микић                             |
| Гевин            | Ник Оферман          | Сергеј Трифуновић                        |
| Бресквица        | Кики Палмер          | Марија Дакић                             |
| Креш             | Шон Вилијам Скот     | Борис Миливојевић                        |
| Бак              | Сајмон Пег           | Томаш Сарић (говор) Ђорђе Давид (певање) |
| Еди              | Џош Пек              | Лако Николић                             |
| Баба             | Ванда Сајкс          | Душанка Стојановић Глид                  |
| Шира             | Џенифер Лопез        | Катарина Марковић                        |
| Ели              | Квин Латифа          | Исидора Минић                            |
| Герти            | Стефани Беатрис      | Н/Д                                      |
| Нил Дебак Ласица | Нил Деграс Тајсон    | Н/Д                                      |
| Баблс            | Лили Синг            | Емилија Петрињац                         |
| Мисти            | Лили Синг            | Ана Исаковић                             |
| Теди             | Мајкл Страхан        | Марко Кешељ                              |
| Франсин          | Мелиса Рауш          | Н/Д                                      |
| Скрат            | Крис Веџ             | (изворни глас)                           |